# أم 7 بريست
المدفع ذاتي الحركة أم 7 بريست، عيار 105 مم هو مدفع هاوتزر ذاتي الحركة أمريكي المنشأ، بدأ تصنيعه خلال الحرب العالمية الثانية وسمى بريست - الكاهن - من قبل الجيش البريطاني لأن له حلقة يثبت بها السلاح الثانوي وهو الرشاش تشبه المدفع البريطاني ذاتي الحركة بيشوب التي تعني الأسقف وأيضا الديكون التي تعني الشماس في اللغة العربية .